# Théobald Fix
Théobald Fix, född 1802 i Solothurn, död den 22 september 1874 i Paris, var en fransk filolog, bror till Théodore Fix.
Fix kom, efter slutade studier i Leipzig, till Paris, erhöll där en lärostol vid Collège Henri IV samt blev 1855 bibliotekarie vid Conseil d’état. Fix utgav förträffliga editioner av klassiska författare samt tillsammans med Sinner "Sancti Joannis Chrysostomi opera", varjämte han deltog i utarbetandet av nya upplagan av Henri Estiennes "Thesaurus linguae graecae".